# La Quinta
La Quinta é uma comuna da província de Córdoba, na Argentina.